# Salto für Anfänger
Salto für Anfänger (Originaltitel: Underbar och älskad av alla) ist ein schwedischer Film des Regisseurs Hannes Holm aus dem Jahr 2007.

## Handlung
Bella versucht ihr Glück als Schauspielerin. Um ihre Chancen in dieser Branche zu erhöhen, bessert sie ihren Lebenslauf mit einer Lüge auf, indem sie vorgibt, Akrobatin zu sein. Diese Zusatzqualifikation beeindruckt den berühmten Ingmar Bergman, der sie sofort für sein neues Theaterstück gewinnen möchte. Bella nimmt das Angebot an und verstrickt sich immer mehr in ihre eigenen Lügen, während sich plötzlich der dänische Schauspieler Micke für sie interessiert.

## Kritik
„Aus dem konventionellen Komödienstoff wird durch originelle Wendungen ein beschwingter, charmanter Unterhaltungsfilm.“